# Фредерик VI
Фредерик VI (на датски: Frederik) е крал на Дания от 1808 до смъртта си през 1839 и крал на Норвегия от 1808 до 1814 г., когато Дания загубва норвежките територии.

## Произход и брак
Син е на крал Кристиан VII и Каролина Матилда Британска, сестра на британския крал Джордж III.
През 1790 г. Фредерик VI се жени за Мария фон Хесен-Касел (* 28 октомври 1767; † 21 март 1852), която му ражда осем деца, от които шест умират невръстни и само две дъщери достигат зряла възраст.

## Управление
Фредерик VI изпълнява функциите на регент между 1784 и 1808 г. поради влошеното здравословно състояние на баща му, Кристиан VII, който страдал от психическо разстройство. Още по време на регентството си бъдещият крал започва с помощта на първия си министър Петер Андреас Бернсторф някои либерални реформи, една от които премахването на крепостното право през 1788 г.
По време на управлението си Фредерик VI трябва да се изправи срещу доста предизвикателства заради конфликтите с Великобритания. На два пъти, през 1801 и през 1807, англичаните нападат Дания. На 2 април 1801 Англия печели битката при Копенхаген срещу Дания, а през 1807 г. по време на Наполеоновите войни, когато Дания застава на страната на Франция, британският флот бомбардира датската столица в продължение на четири дни от 2 до 5 септември 1807.
След разгрома на Наполеон I през 1814 г. съгласно договора от Киел Дания загубва Норвегия и я преотстъпва на Швеция.

## Деца
- Кристиан (* 22 септември 1791; † 23 септември 1791)
- Мария Луиза (* 19 ноември 1792; † 12 октомври 1793)
- Каролина Датска (* 28 октомври 1793; † 31 март 1881), омъжена на 1 август 1829 г. за принц Фридрих Фердинанд Олденбург (1792 – 1863), брат на крал Кристиан VIII от Дания
- Луиза (* 21 август 1795; † 7 декември 1795)
- Кристиан (* 1 септември 1797; † 5 септември 1797)
- Юлиана Луиза (* 12 февруари 1802; † 23 февруари 1802)
- Фридерика Мария (* 3 юни 1805; † 14 юли 1805)
- Вилхелмина Датска (* 18 януари 1808; † 30 май 1891), омъжена I. на 1 ноември 1828 г. (развод 1837) за крал Фредрик VII от Дания (1808 – 1863) (1808 – 1863), II. на 19 май 1838 г. в Копенхаген за херцог Карл фон Шлезвиг-Холщайн-Зондербург-Глюксбург (1813 – 1878)